# Afdlin Shauki
Afdlin Shauki (ur. 19 maja 1971 w Johor Bahru) – malezyjski aktor, reżyser i komik.
Na swoim koncie ma szereg nagród przyznanych na ceremonii Malaysia Film Festival. Jego produkcje Baik Punya Cilok i Papadom zostały nagrodzone w kategorii Best Original Story. Gra aktorska w filmach Buli Balik i Papadom przyniosła mu nagrody dla najlepszego aktora. Jego film Los And Faun zdobył natomiast nagrodę w kategorii najlepsza komedia.